# ملعب السليمانية
ملعب السليمانية هو ملعب يستخدم لمباريات كرة القدم لنادي السليمانية العراقي يقع في السليمانية في العراق ويتسع ل12000 متفرج.